# Глущенко, Пелагея Ивановна
Пелагея Ивановна Глущенко (укр. Пелагея Іванівна Глущенко; 27 сентября [10 октября] 1908, Петриковка, Екатеринославская губерния — 11 апреля 1983, Киев) — украинская советская художница, мастер петриковской росписи, заслуженный мастер народного творчества УССР (1967).

## Биография
Родилась 27 сентября (10 октября) 1908 года в селе Петриковка.
Училась живописи у мастерицы петриковской росписи Татьяны Паты. В 1937—1941 годах училась в Киевской школе мастеров народного искусства (впоследствии Киевский художественно-промышленный техникум). После войны работала в различных художественных учреждениях Киева, разрабатывая и развивая различные способы применения петриковской росписи вместе с другими ученицами Татьяны Паты, переехавших в Киев: Марфой Тимченко, Галиной Павленко-Черниченко, Верой Павленко и Верой Клименко-Жуковой.